# 權變措施
權變措施（Workaround）是指绕过系统或政策中公认的问题或限制。權變措施通常是一种临时性的解决办法，這意味着仍舊需要找到真正能解决棘手问题的办法。不過權變措施往往与真正能徹底解决問題的方案一样具有创造性，在找到權變措施的过程時同樣需要突破常规思维。